# Піхотна зброя України
У статті перераховане піхотне озброєння (стрілецька зброя, гранатомети, протитанкові ракетні комплекси, переносні зенітно-ракетні комплекси тощо), що перебувають на озброєнні державних силових структур України: Збройних сил України, Національної гвардії, Служби безпеки України, Прикордонної служби, Національної поліції тощо.

## Стрілецька зброя
| Модель                        | Зображення | Походження            | Тип                        | Калібр                                  | Зауваження |
| Пістолети                     | Пістолети  | Пістолети             | Пістолети                  | Пістолети                               | Пістолети |
| ----------------------------- | ---------- | --------------------- | -------------------------- | --------------------------------------- | --- |
| Laugo Arms Alien              |            | Чехія                 | Пістолет                   | 9×19 мм Парабелум                       | На озброєнні бійців Головного управління розвідки МО |
| Glock 19                      |            | Австрія               | Пістолет                   | 9×19 мм Парабелум                       | На озброєнні структур МВС з 2007 року |
| Glock 17                      |            | Австрія               | Пістолет                   | 9×19 мм Парабелум                       | На озброєнні КОРД та спецпідрозділів НГУ |
| Beretta M9                    |            | Італія                | Пістолет                   | 9×19 мм Парабелум                       | На озброєнні ЗСУ та спецпідрозділів НГУ |
| НК SFP9                       |            | Німеччина             | Пістолет                   | 9×19 мм Парабелум                       | Передані союзниками по НАТО в 2023 році як військова допомога. |
| Jericho 941                   |            | Ізраїль               | Пістолет                   | 9×19 мм Парабелум                       | На озброєнні КОРД з 2017 року |
| Sarsilmaz SAR 9               |            | Туреччина             | Пістолет                   | 9×19 мм Парабелум                       | Використовується з 2020 року силовими структурами МВС |
| Vz. 82                        |            | Чехословаччина        | Пістолет                   | 9×18 мм                                 | 26 лютого 2022 року міністерство оборони Чехії передало як військову допомогу 30 150 пістолетів Vz. 82 |
| Форт-12                       |            | Україна               | Пістолет                   | 9×18 мм                                 | На озброєнні з 1998 року. |
| Форт-14                       |            | Україна               | Пістолет                   | 9×18 мм                                 | На озброєнні з 2014 року. Використовується Форт-14ТП, як з глушником, так і без нього. |
| Форт-17                       |            | Україна               | Пістолет                   | 9×18 мм                                 | На озброєнні з 2014 року. |
| ПМ                            |            | СРСР                  | Пістолет                   | 9×18 мм                                 | На озброєнні з 1951 року. Перейшли від Збройних Сил СРСР. |
| АПС                           |            | СРСР                  | Пістолет                   | 9×18 мм                                 | На озброєнні з 1951 року. Перейшли від Збройних Сил СРСР. Використовується підрозділами військової розвідки. |
| ТТ                            |            | СРСР                  | Пістолет                   | 7,62×25 мм                              | На озброєнні з 1930 року. Перейшли від Збройних Сил СРСР. |
| Пістолети-кулемети            |            |                       |                            |                                         | |
| CZ Scorpion Evo 3             |            | Чехословаччина        | Пістолет-кулемет           | 9×19 мм Парабелум                       | Перебуває на озброєнні ССО ЗСУ, спецпідрозділів поліції та СБУ. |
| APC9                          |            | Швейцарія             | Пістолет-кулемет           | 9×19 мм Парабелум                       | З 2023 року працівники ДБР отримали на озброєння пістолет-кулемети B&T APC9 PRO-G |
| MP-5                          |            | Німеччина             | Пістолет-кулемет           | 9×19 мм Парабелум                       | Використовується спецпідрозділами нацполіції та НГУ |
| vz. 61 Скорпіон               |            | Чехословаччина        | Пістолет-кулемет           | 9×19 мм Парабелум                       | Використовується спецпідрозділами прикордонної служби |
| Форт-230                      |            | Україна               | Пістолет-кулемет           | 9×19 мм Парабелум                       | З 2025 року Українські Збройні Сили, Нацгвардію та поліцію озброїли пістолетами-кулеметами «Форт-230» |
| Автомати                      |            |                       |                            |                                         | |
| SIG MCX                       |            | США                   | автомат                    | 5.56×45 мм НАТО                         | Використовується спецпідрозділом СБУ Альфа. |
| M16 / C7                      |            | США Канада            | автомат                    | 5.56×45 мм НАТО                         | У жовтні 2022 року ЗСУ офіційно отримали штурмові гвинтівки Colt Canada C7 від Канади. |
| M4 / C8                       |            | США Канада            | автомат                    | 5.56×45 мм НАТО                         | В 2023 році Канада передала 21 000 шт. |
| Grot C16                      |            | Польща                | автомат                    | 5.56×45 мм НАТО                         | Передані Польщею у 2022 році. На озброєнні Сухопутних військ ЗСУ |
| SCAR-L/SCAR-H                 |            | Бельгія               | автомат                    | 5.56×45 мм НАТО                         | Передані Бельгією у 2022 році в межах партії в 10 000 одиниць FNC, F2000 та SCAR-L/SCAR-H. Використовується спецпідрозділами ССО. |
| F2000                         |            | Бельгія               | автомат                    | 5.56×45 мм НАТО                         | Передані Бельгією у 2022 році в межах партії в 10 000 одиниць FNC, F2000 та SCAR-L. Використовується спецпідрозділами ССО. |
| FN FNC                        |            | Бельгія               | автомат                    | 5.56×45 мм НАТО                         | Передані Бельгією у 2022 році в межах партії в 10 000 одиниць FNC, F2000 та SCAR-L. FN FNC були помічені, зокрема у вояків Інтернаціонального легіону оборони України. |
| FN FAL                        |            | Бельгія               | автомат                    | 7.62×51 мм НАТО                         | Передані союзниками по НАТО в 2022 році як військова допомога. |
| FAMAS                         |            | Франція               | автомат                    | 5.56×45 мм НАТО                         | FAMAS F1 модифікації Felin були помічені у деяких підрозділах ЗСУ у 2023 році. |
| F88 Austeyr                   |            | Австралія             | автомат                    | 5.56×45 мм НАТО                         | Передані кілька тисяч F88 Austeyr в 2022 році як військову допомогу від Австралії. |
| CETME Model L                 |            | Іспанія               | автомат                    | 5.56×45 мм НАТО                         | Передані союзниками по НАТО в 2022 році як військова допомога. |
| HK416                         |            | Німеччина             | автомат                    | 5.56×45 мм НАТО                         | Передані Нідерландами у 2023 році |
| MK 556                        |            | Німеччина             | автомат                    | 5.56×45 мм НАТО                         | Українських десантників 82-ї десантно-штурмової бригади озброїли гвинтівками Haenel MK556 |
| HK G36                        |            | Німеччина             | автомат                    | 5.56×45 мм НАТО                         | Використовується спецпідрозділами ЗСУ. |
| HK G3                         |            | Німеччина             | автомат                    | 7,62×51 мм НАТО                         | Передані союзниками по НАТО в 2022 році як військова допомога. |
| Січ/CZ Bren 2                 |            | Україна Чехія         | автомат                    | 5.56×45 мм НАТО                         | Bren 2 надійшли на озброєння у 2022 році, а з 2024 року виробляються в Україні під назвою Січ. |
| UAR-15 / ACAR                 |            | Україна Австралія     | автомат                    | 5.56×45 мм НАТО                         | UAR-15 - це ліцензійна копія американського автомата AR-15, українського виробництва. Прийнято на озброєння в 2020 році. ACAR - це ліцензійна копія американського автомата AR-15, австралійського виробництва. Передані союзниками по НАТО у 2023 році.                                                                                              |
| Форт-221 / Форт-224           |            | Україна               | автомат                    | 5,45×39 мм                              | На озброєнні з 2014 року. У 2014 році на озброєння армії надійшло 493 Форт-221 та Форт-224. |
| Вулкан                        |            | Україна               | автомат                    | 5.45×39 мм/7.62×39 мм / 5.56×45 мм НАТО | На озброєнні Сухопутних військ ЗСУ з 2017 року. |
| АК-12                         |            | Росія                 | автомат                    | 5.45×39 мм                              | Отримані як трофеї в 2022 році. |
| АК-103/АК-105                 |            | Росія                 | автомат                    | 7.62×39 мм                              | Отримані як трофеї в 2022 році. |
| АК-74/АК-74М/АКС-74/АКС-74У   |            | СРСР                  | автомат                    | 5.45×39 мм                              | Отримані як трофеї в 2022 році. |
| AK/АКМ/АКМС                   |            | СРСР                  | автомат                    | 7.62×39 мм                              | Передані 20 000 автоматів АК-47 від уряду Греції в 2022 році як військова допомога. Кілька тисяч АКМ та АКМС отримано як військова допомога від Литви. |
| Type 56                       |            | КНР                   | автомат                    | 7.62×39 мм                              | Поставлені як військова допомога від уряду США в 2022 році, як попередньо конфіскований вантаж третіх країн. |
| Zastava M70                   |            | СФРЮ                  | автомат                    | 7.62×39 мм                              | Передані союзниками по НАТО в 2022 році як військова допомога. |
| CZ SA Vz.58                   |            | Чехословаччина        | автомат                    | 7.62×39 мм                              | Передані Чехією у 2022 році. |
| Кулемети                      |            |                       |                            |                                         | |
| M249 / FN Minimi / PZD 556    |            | США Бельгія Чехія     | Ручний кулемет             | 5.56×45 мм НАТО 7.62×51 мм НАТО         | Передані армією США в 2022 році для переходу ЗСУ на новий калібр НАТО. |
| M240 / FN MAG / Ksp 58        |            | США Бельгія Швеція    | Єдиний кулемет             | 7.62×51 мм НАТО                         | Передані армією США в 2022 році для переходу ЗСУ на новий калібр НАТО. |
| MG5                           |            | Німеччина             | Єдиний кулемет             | 7.62×51 мм НАТО                         | Передані Німеччиною в 2023 році для переходу ЗСУ на новий калібр НАТО. |
| MG3 / MG 42/59 / M53          |            | Німеччина Італія СФРЮ | Єдиний кулемет             | 7.62×51 мм НАТО                         | Передані союзниками по НАТО в 2022 році для переходу ЗСУ на новий калібр НАТО. |
| AAN F1                        |            | Франція               | Єдиний кулемет             | 7.62×51 мм НАТО                         | Передані союзниками по НАТО в 2022 році як військова допомога. |
| Форт-401                      |            | Україна               | Ручний кулемет             | 5.56×45 мм НАТО                         | На озброєні з 1997 року. Є ліцензованою копією ізраїльського кулемета «Негев». |
| MG-1M / ПК / ПКМ / КМ-7,62    |            | СРСР Болгарія Україна | Єдиний кулемет             | 7.62×54 мм R                            | На озброєнні з 1961 року. Перейшли від Збройних Сил СРСР. MG-1M - це ПКМ болгарського виробництва, передані союзниками по НАТО у 2022 році. КМ-7.62 - це ПКМ українського виробництва, прийнятий на озброєння у 2016 році. |
| ПКП «Печеніг»                 |            | Росія                 | Єдиний кулемет             | 7.62×54 мм R                            | Отримані як трофеї в 2022 році. |
| UK vz. 59                     |            | Чехословаччина        | Єдиний кулемет             | 7.62×54 мм R                            | Передані 3200 кулеметів UK vz. 59 союзниками по НАТО в 2022 році як військова допомога. |
| Zastava M72                   |            | СФРЮ                  | Ручний кулемет             | 7.62×39 мм                              | Передані союзниками по НАТО в 2022 році як військова допомога. |
| РПК / РПК-74                  |            | СРСР                  | Ручний кулемет             | 7.62×39 мм / 5.45×39 мм                 | Зняті зі зберігання для озброєння ТрО. |
| ДП                            |            | СРСР                  | Ручний кулемет             | 7.62×54 мм R                            | Зняті зі зберігання для озброєння ТрО. |
| Кулемет Максима зр. 1910 року |            | СРСР                  | Станковий кулемет          | 7.62×54 мм R                            | Станом на 15 серпня 2011 року, на зберіганні міністерства оборони було 35 000 шт. кулеметів. Переважно вони використовуються у піхотних кулеметних взводах теробоони та у мобільних вогневих групах протиповітряної оборони. Українські модернізовані варіанти кулемета отримують голографічні прицільні засоби, а з деяких зняли водяне охолодження. |
| Browning M2 / Canik M2 QCB    |            | США Туреччина         | Великокаліберний кулемет   | 12.7x99 мм                              | Близько 1000 одиниць надійшло впродовж 2022-2024 років від США та Туреччини. |
| КОРД                          |            | Росія                 | Великокаліберний кулемет   | 12.7×108 мм                             | Отримані як трофеї в 2022 році. |
| W85                           |            | КНР                   | Великокаліберний кулемет   | 12.7×108 мм                             | Поставлені як військова допомога від уряду США в 2022 році, як попередньо конфіскований вантаж третіх країн. |
| КТ-12,7                       |            | Україна               | Великокаліберний кулемет   | 12.7×108 мм                             | На озброєнні з 2005 року. Замінив собою кулемети радянського виробництва НСВ. |
| Снайперські гвинтівки         |            |                       |                            |                                         | |
| UAR-10                        |            | Україна               | Снайперська гвинтівка      | 7.62×51 мм HATO                         | На озброєнні з 2016 року в сухопутних військах ЗСУ. |
| Форт-301                      |            | Україна               | Снайперська гвинтівка      | 7.62×51 мм HATO                         | На озброєнні з 2009 року. Українська модифікація ізраїльської гвинтівки «Galatz». |
| CR 308                        |            | Німеччина             | Снайперська гвинтівка      | 7.62×51 мм HATO                         | Передані ФРН у 2024 році |
| APR308                        |            | Швейцарія             | Снайперська гвинтівка      | 7.62×51 мм HATO                         | На озброєнні з 2012 року. |
| SRS-A1                        |            | США                   | Снайперська гвинтівка      | 7.62×51 мм НАТО                         | На озброєнні ЗСУ з 2016 року. |
| HLR 338                       |            | Німеччина             | Снайперська гвинтівка      | 8.6×70 мм                               | Передані ФРН у 2024 році |
| Barrett MRAD                  |            | США                   | Снайперська гвинтівка      | 8.6×70 мм                               | Постачаються для морської піхоти ВМСУ з 2018 року. |
| Barrett М107А1                |            | США                   | Снайперська гвинтівка      | 12.7×99 мм НАТО                         | Використовується ЗСУ з початку війни на Сході України. На озброєнні з 2017 року. |
| Barrett M82A3                 |            | США                   | Снайперська гвинтівка      | 12.7×99 мм НАТО                         | Використовується ЗСУ з початку війни на Сході України. Україна домовилася з компанією Barrett про спільне виробництво. |
| LRT-3                         |            | Канада                | Снайперська гвинтівка      | 12,7×99 мм НАТО                         | На озброєнні з 2019 року. |
| WKW Tor                       |            | Польща                | Снайперська гвинтівка      | 12,7×99 мм НАТО                         | Передані союзниками по НАТО в 2022 році як військова допомога. |
| Beretta Corvo V               |            | Італія                | Снайперська гвинтівка      | 12.7×99 мм НАТО                         | Знаходиться на озброєнні бійців ОШБ «Лють» з 2023 року. |
| Falcon                        |            | Чехія                 | Снайперська гвинтівка      | 12.7×99 мм НАТО                         | Передані Чехією у 2022 році. |
| Snipex T-Rex/ Alligator       |            | Україна               | Снайперська гвинтівка      | 14.5×114 мм                             | На озброєнні з 2020 року. |
| Карабіни                      |            |                       |                            |                                         | |
| M14                           |            | США                   | Самозарядний карабін       | 7.62×51 мм НАТО                         | На озброєнні ТрО з 2022 року. |
| СКС                           |            | СРСР                  | Самозарядний карабін       | 7.62х39 мм                              | На озброєнні з 1949 року. Перейшли від Збройних Сил СРСР. Використовується підрозділами почесної варти, знаходиться на зберіганні на складах мобілізаційного резерву (станом на 15 серпня 2011 року, на зберіганні міністерства оборони України було 300 000 карабінів СКС)                                                                           |
| Рушниці                       |            |                       |                            |                                         | |
| Форт-500                      |            | Україна               | Помпова рушниця            | 12-й калібр (18,5 мм)                   | На озброєнні підрозділів поліції особливого призначення. |
| Mossberg 500                  |            | США                   | Помпова рушниця            | 12-й калібр (18,5 мм)                   | Передані США у 2022 році. |
| Safari HG-105M                |            | США                   | Напівавтоматичний дробовик | 12-й калібр (18,5 мм)                   | Міністерство оборони України кодифікувало та дозволило до використання у підрозділах Сил оборони напівавтоматичний дробовик Safari HG-105M. |
| M26 MASS                      |            | США                   | Підствольний дробовик      | 12-й калібр (18,5 мм)                   | На озброєнні з 2024 року |

## Гранатомети
| Модель                         | Зображення              | Походження              | Тип                                | Калібр                  | Зауваження |
| Автоматичні гранатомети        | Автоматичні гранатомети | Автоматичні гранатомети | Автоматичні гранатомети            | Автоматичні гранатомети | Автоматичні гранатомети |
| ------------------------------ | ----------------------- | ----------------------- | ---------------------------------- | ----------------------- | --- |
| M320                           |                         | США                     | Підствольний гранатомет            | 40 мм                   | Передані армією США в квітні 2022 року для заміни застарілих ГП-25. |
| Форт-600А                      |                         | Україна                 | Підствольний гранатомет            | 40 мм                   | Використовуються спецпідрозділами Національної гвардії та Національної поліції України.                                                                                 |
| M32A1                          |                         | США                     | Револьверний гранатомет            | 40 мм                   | На озброєнні з 2022 року. |
| RGP-40                         |                         | Польща                  | Револьверний гранатомет            | 40 мм                   | Передані Польщею у 2022 році. |
| RDS40-MGL                      |                         | Туреччина               | Револьверний гранатомет            | 40 мм                   | ЗСУ застосовують рідкісні турецькі гранатомети RDS40 |
| RDS40-AGL                      |                         | Туреччина               | Автоматичний станковий гранатомет  | 40 мм                   | 3-ю окрему штурмову бригаду озброїли гранатометами RDS40-AGL |
| Mk19                           |                         | США                     | Автоматичний станковий гранатомет  | 40 мм                   | Використовується ЗСУ з початку війни на Сході України. Декілька сотень передані США.                                                                                    |
| GMG                            |                         | Німеччина               | Автоматичний станковий гранатомет  | 40 мм                   | Передані Німеччиною в 2023 році для переходу ЗСУ на новий калібр НАТО.                                                                                                  |
| AGL-53                         |                         | Україна                 | Автоматичний станковий гранатомет  | 40 мм                   | [ 43 ] |
| УАГ-40                         |                         | Україна                 | Автоматичний станковий гранатомет  | 40 мм                   | На озброєнні 111-ї та 126-ї бригади Сил територіальної оборони ЗСУ. |
| Протитанкові гранатомети       |                         |                         |                                    |                         | |
| RGW-90 MATADOR                 |                         | Ізраїль                 | Ручний протитанковий гранатомет    | 90 мм                   | На озброєнні ЗСУ з 2022 року. 2 450 одиниць Україна замовила та оплатила безпосередньо у німецького виробника. Загалом Україна вже отримала щонайменше 7944 гранатомети |
| C90-CR                         |                         | Іспанія                 | Ручний протитанковий гранатомет    | 90 мм                   | Передані Іспанією у 2022 році. |
| AT4                            |                         | Швеція                  | Ручний протитанковий гранатомет    | 84 мм                   | 15 000 передані Швецією, 6 000 від США у 2022 році. |
| Carl Gustaf M4                 |                         | Швеція                  | Ручний протитанковий гранатомет    | 84 мм                   | Передані Канадою 100 одиниць та 2 000 гранат до них, Бельгією 1100 гранат у 2022 році. Також понад 2000 снарядів передали США                                           |
| SMAW-D                         |                         | США                     | Легкий одноразовий гранатомет      | 83 мм                   | Передані США у 2022 році. |
| Bullspike-AT                   |                         | Болгарія                | Реактивна граната                  | 72,5 мм                 | На озброєнні з 2022 року |
| Panzerfaust 3                  |                         | Німеччина               | Ручний протитанковий гранатомет    | 60 мм                   | Передані 3 000 від Німеччини та 50 від Нідерландів у 2022 році. |
| СПГ-9                          |                         | СРСР                    | Станковий протитанковий гранатомет | 73 мм                   | На озброєнні з 1963 року. Перейшли від Збройних Сил СРСР. |
| РПГ-76 «Комар»                 |                         | Польща                  | Реактивна граната                  | 40 мм                   | Передані урядом Польщі для потреб ЗСУ. На озброєнні з 2022 року. |
| РПГ-75                         |                         | Чехословаччина Чехія    | Ручний протитанковий гранатомет    | 68 мм                   | Чеські волонтери передали ЗСУ 1000 гранатометів RPG-75M |
| РПГ-32                         |                         | Йорданія                | Реактивна граната                  | 72,5 мм                 | На озброєнні з серпня 2022 року. Надійшли як військова допомога з Йорданії.                                                                                             |
| РПГ-26                         |                         | СРСР                    | Реактивна граната                  | 72,5 мм                 | На озброєнні з 1985 року. Перейшли від Збройних Сил СРСР. |
| РПГ-22                         |                         | СРСР                    | Реактивна граната                  | 72,5 мм                 | На озброєнні з 1980 року. Перейшли від Збройних Сил СРСР. |
| РПГ-18                         |                         | СРСР                    | Реактивна граната                  | 64 мм                   | На озброєнні з 1972 року. Перейшли від Збройних Сил СРСР. |
| РПГ-7                          |                         | СРСР                    | Ручний протитанковий гранатомет    | 40 мм                   | На озброєнні з 1961 року. Перейшли від Збройних Сил СРСР. |
| Протитанкові ракетні комплекси |                         |                         |                                    |                         | |
| BGM-71 TOW                     |                         | США                     | Протитанкова керована ракета       | 152 мм                  | Передані як допомога від США у серпні 2022 |
| NLAW                           |                         | Велика Британія Швеція  | Протитанкова керована ракета       | 150 мм                  | На озброєнні ЗСУ з 2022 року. Передані Великою Британією. |
| Akeron MP                      |                         | Франція                 | Протитанкова керована ракета       | 140 мм                  | На озброєнні ЗСУ з січня 2023 року. Передані Францією. |
| Стугна-П                       |                         | Україна                 | Протитанкова керована ракета       | 130 мм/152 мм           | На озброєнні з 2011 року. |
| FGM-148 Javelin                |                         | США                     | Протитанкова керована ракета       | 127 мм                  | На озброєнні ЗСУ з 2018 року. |
| MILAN                          |                         | Франція Німеччина       | Протитанковий ракетний комплекс    | 125 мм                  | На озброєнні ЗСУ з 2022 року. Передані Італією та Іспанією.. |
| Корсар                         |                         | Україна                 | Протитанкова керована ракета       | 107 мм                  | На озброєнні з 2017 року. |
| Реактивний вогнемет            |                         |                         |                                    |                         | |
| РПВ-16                         |                         | Україна                 | Реактивний вогнемет                | 93 мм                   | На озброєнні з 2018 року. Замінив собою у військах РПВ-А «Джміль». |

## Міномети
| Модель            | Зображення | Походження | Калібр | Зауваження                                                                              |
| ----------------- | ---------- | ---------- | ------ | --------------------------------------------------------------------------------------- |
| КБА-118           |            | Україна    | 60 мм  | Випускається з 2015 року.                                                               |
| М60-16 «Камертон» |            | Україна    | 60 мм  | На озброєнні з 2017 року. Розроблений ПАТ «Завод „Маяк“» в 2016 році.                   |
| МП-60             |            | Україна    | 60 мм  | У строю (2020 рік): - 100 од.                                                           |
| LMP-2017          |            | Польща     | 60 мм  | Передані Польщею у 2022 році.                                                           |
| M60CMA            |            | Болгарія   | 60 мм  | 20 серпня помічені в Україні.                                                           |
| M2                |            | США        | 60 мм  | Використовують ССО.                                                                     |
| М224              |            | США        | 60 мм  | [ 59 ]                                                                                  |
| M57               |            | Югославія  | 60 мм  | Використовують ССО.                                                                     |
| КБА-48М           |            | Україна    | 82 мм  | Надходить у війська з 2014 року. Український аналог радянського міномета 2B14 «Піднос». |
| УПІК-82           |            | Україна    | 82 мм  | На озброєнні з 2017 року.                                                               |
| HM-15             |            | Іран       | 82 мм  | На озброєнні з 2022 року. Допомога США вилученою зброєю                                 |
| МП-120            |            | Україна    | 120 мм | Прийнятий на озброєння в січні 2022 року                                                |
| MO-120-RT61       |            | Франція    | 120 мм | В 2022 році українські військові отримали на озброєння французькі міномети MO-120-RT61  |
| 120 KRH 92        |            | Фінляндія  | 120 мм | 15 серпня були помічені в Україні.                                                      |
| vz. 82 PRAM-L     |            | Чехія      | 120 мм | 12 серпня були помічені в Україні.                                                      |
| HM-16             |            | Іран       | 120 мм | на озброєнні з 2022 року. Допомога від США вилученою зброєю                             |

## Переносні системи ППО
| Модель           | Зображення | Походження      | Тип                                  | Калібр | Зауваження |
| ---------------- | ---------- | --------------- | ------------------------------------ | ------ | --- |
| FIM-92 Stinger   |            | США             | переносний зенітно-ракетний комплекс | 70 мм  | Надходять у ЗСУ з країн НАТО з січня 2022 року. В тому числі, 13 лютого 2022 року Литвою передано мінімум 30 од. FIM-92 Stinger DMS та бронеавтомобілі HMMWV для них. |
| Starstreak       |            | Велика Британія | переносний зенітно-ракетний комплекс | 70 мм  | Надходять у ЗСУ з Великої Британії з березня 2022 року |
| Mistral          |            | Франція         | переносний зенітно-ракетний комплекс | 70 мм  | Надані Норвегією у 2022 році |
| RBS 70           |            | Швеція          | переносний зенітно-ракетний комплекс | 70 мм  | Надані Швецією у 2023 році |
| Piorun           |            | Польща          | переносний зенітно-ракетний комплекс | 72 мм  | Отримано від Польщі як міжнародну технічну допомогу у війні проти російських загарбників у лютому 2022 року.                                                          |
| «Ігла» 9К38      |            | СРСР            | переносний зенітно-ракетний комплекс | 72 мм  | На озброєнні з 1981 року. Перейшли від Збройних Сил СРСР. |
| «Ігла-1» 9К310   |            | СРСР            | переносний зенітно-ракетний комплекс | 72 мм  | На озброєнні з 1981 року. Перейшли від Збройних Сил СРСР. |
| Стріла-3         |            | СРСР            | переносний зенітно-ракетний комплекс | 72 мм  | На озброєнні з 1974 року. Перейшли від Збройних Сил СРСР. На зберіганні.                                                                                              |
| Стріла-2         |            | СРСР            | переносний зенітно-ракетний комплекс | 72 мм  | На озброєнні з 1967 року. Перейшли від Збройних Сил СРСР. На зберіганні.                                                                                              |
| EDM4S Sky Wiper  |            | Литва           | антидрон-рушниця                     |        | |
| KVS Antidron G-6 |            | Україна         | антидрон-рушниця                     |        | |
| DroneDefender    |            | США             | антидрон-рушниця                     |        | |

## Боєприпаси
| Модель            | Зображення      | Походження      | Тип                | Калібр          | Зауваження |
| Проміжний набій   | Проміжний набій | Проміжний набій | Проміжний набій    | Проміжний набій | Проміжний набій |
| ----------------- | --------------- | --------------- | ------------------ | --------------- | --- |
| SS109             |                 | Україна         | Проміжний набій    | 5,56×45 мм НАТО | Український оборонно-промисловий комплекс з 2024 року запустив виробництво патронів калібру 5,45×39 та 5,56×45 мм для української армії |
| Снайперські набої |                 |                 |                    |                 | |
| .308 Winchester   |                 | США             | Снайперський набій | 7,62×51 мм      | Використовується в гвинтівках Зброяр Z-10[джерело?]                                                                                     |
| .338 Lapua Magnum |                 | Фінляндія       | Снайперський набій | 8,58×70 мм      | [джерело?] |
| 12,7×99 мм НАТО   |                 | США             | Снайперський набій | 12,7×99 мм      | Використовується в американських гвинтівках Barret. Також може використовуватися в кулеметах[джерело?]                                  |

## Ручні гранати
| Модель  | Зображення | Походження | Тип                                         | Зауваження                                                                        |
| ------- | ---------- | ---------- | ------------------------------------------- | --------------------------------------------------------------------------------- |
| DM51    |            | Німеччина  | Протипіхотна осколкова універсальна граната | Використовується модель DM51A2.                                                   |
| M67     |            | США        | Протипіхотна осколкова наступальна граната  |                                                                                   |
| РГД-5   |            | Україна    | Протипіхотна осколкова наступальна граната  | Починаючи з 2024 року в Україні виробляють аналоги радянських гранат Ф-1 та РГД-5 |
| Ф-1     |            | Україна    | Протипіхотна осколкова оборонна граната     | Починаючи з 2024 року в Україні виробляють аналоги радянських гранат Ф-1 та РГД-5 |
| РГТ-27С |            | Україна    | Ручна граната термобарична                  | Прийнята на озброєння 2022 року                                                   |
| ДГ-01   |            | Україна    | Ручна димова граната                        | Прийнята на озброєння 2021 року                                                   |
| M18     |            | США        | Ручна димова граната                        |                                                                                   |

## Міни
| Модель          | Зображення | Походження | Тип               | Зауваження                                                                            |
| --------------- | ---------- | ---------- | ----------------- | ------------------------------------------------------------------------------------- |
| M18А1 «Клеймор» |            | США        | протипіхотна міна | На озброєнні з 2022 року                                                              |
| ПВП-50          |            | Україна    | протипіхотна міна | Український аналог МОН-50                                                             |
| ПВП-100         |            | Україна    | протипіхотна міна | Український аналог МОН-100                                                            |
| ПТМ-1Л          |            | Україна    | протитанкова міна | Український аналог ПТМ-1                                                              |
| РК-14           |            | Естонія    | протитанкова міна | Збройні сили України з 2022 року отримують новітні естонські протитанкові міни PK-14. |
| DM-22           |            | Німеччина  | протитанкова міна |                                                                                       |
| DM-31           |            | Німеччина  | протитанкова міна |                                                                                       |
| М15             |            | США        | протитанкова міна | Передані армією США в 2024 році                                                       |
| ПВП-2           |            | Україна    | протитанкова міна | ПВП-2 український аналог ТМ-62П                                                       |